# Тёмкин, Яков Соломонович
Яков Соломонович Тёмкин (1896, Гомель, Могилёвская губерния — 1976, Москва) — советский отоларинголог, доктор медицинских наук, профессор.

## Биография
Окончил медицинский факультет Воронежского университета в 1920. Во время Гражданской войны служил врачом в РККА. В 1924–1933 в Институте по изучению профзаболеваний им. В.А. Обуха. В 1941–1942 по его инициативе в Москве был создан оториноларингологический госпиталь, в котором он работал ведущим хирургом и научным руководителем. Разработал и усовершенствовал методы диагностики и лечения воздушно-контузионного поражения органов слуха.
В 1931–1952 заведовал кафедрой оториноларингологии санитарно-гигиенического факультета 1-го МОЛМИ.
В 1935 г. защитил докторскую диссертации, ему было присвоено звание профессора. В 1949-1952 г.г. был консультантом Лечебно-санитарного управления Кремля.Во время кампании по «борьбе с космополитизмом» в 1952 кафедра была ликвидирована, Я.С.Темкин не трудоустроен, уволен с работы в Лечебно-санитарном управлении кремля. В том же году арестован по « Делу врачей», освобождён в начале апреля 1953.
В 1958–1975 научный руководитель отделения оториноларингологии  НИИ гигиены имени НИИ гигиены имени Ф. Ф. Эрисмана, в 1953 – 1975 консультант поликиники МПС.
Похоронен на Востряковском еврейском кладбище вместе с женой Анной Израилевной (1896—1983).

## Научная деятельность
Многочисленные научные труды посвящены проблеме глухоты, клинике и лечению отогенного  менингита, острого и хронического воспаления  среднего уха . Впервые показал эффективность применения стрептоцида в лечении этих заболеваний. Разработал метод лечения огнестрельного  остеомиелита височной кости с 56 пересадкой кожно-мышечных и надкостничных лоскутов; усовершенствовал метод исследования слуха (пробу Бинга).
Известен «метод Тёмкина» — разновидность новокаиновой блокады, заключающаяся во введении раствора новокаина в поверхностный слой слизистой оболочки валика носа. Основоположник отечественной аудиологии. Под его руководством защищены 3 кандидатских и 3 докторские диссертации. Автор 8 научных монографий, 12 глав в специальных руководствах, 8 статей в Большой Медицинской и 8 статей в Малой Медицинской Энциклопедиях, более 130 научных статей в «Вестнике оториноларингологии» и других медицинских журналах. Автор учебника для ВУЗов «Болезни уха, горла и носа» (совместно с проф. Б. С. Преображенским и проф. А. Г. Лихачевым), 7 изданий, переведен на венгерский (1952 г.) и корейский (1955) языки; учебника для фельдшерских школ (совместно с проф. А. Г. Лихчевым), 6 изданий.

## Семья
- Жена — Анна Израилевна Тёмкина (1896, Слуцк — 1983, Москва), выпускница медицинского факультета Воронежского университета, терапевт, работала в клинике питания имени проф. М. И. Певзнера; была  арестована вместе с мужем по «Делу врачей»
  - Дочь — Изабелла Яковлевна Тёмкина (род. 1921, Москва), оториноларинголог, специалист в области аудиологии, доктор медицинских наук (1972).
  - Дочь — Вера Яковлевна Тёмкина (род. 1929, Москва), специалист в области координационной химии, доктор химических наук (1969). С 1954 года в Государственном институте химических реактивов, лауреат Государственной премии СССР (1978).
- Брат — Израиль Соломонович Тёмкин (1902, Гомель — 1964, Москва), уролог, доктор медицинских наук (1960). Окончил Московский медицинский институт (1926). Заведовал урологическим отделением 57-й городской клинической больницы. Автор монографии «Лечение профзаболеваний мочевого пузыря» (1960), издававшейся также в Англии.

## Публикации[2][3]
- Монографии:
  - Темкин Я.С. Профессиональная глухота.150 стр.Мособлисполком.М., 1931 г.
  - Jakob Temkin. Die Schadigung des Ohres durch Larm und Erschuttering. Veriag Urban Schwarzenberg, Wien, 1933)
  - Темкин Я.С. Воздушная контузия уха. 231 стр. Медгиз.,М., 1947 г.
  - Левин Л.Т. Тёмкин Я.С. Хирургические болезни уха. 3 тома. М.1948 г.
  - Темкин Я.С.Острый гнойный отит и его осложнения . 175 стр. Медгиз. М.1950 г. 2-е дополненное издание 1955г.
  - Темкин Я.С. Глухота и тугоухость.427 стр.Медгиз. М., 1957г.
  - Темкин Я. С., Нейман Л. В., Ундриц В. Ф. Руководство по клинической аудиологии. 324 стр. Медгиз.М. 1962;
  - Темкин Я.С. Профессиональные болезни и травмы уха.376 стр. Медицина.М. 1968г.
  - Jakob Temkin. The Effects of Noise and Vibrations on the EAR. 92 стр. Beltone Institute for Hearing Research. 4201 W. Victoria St., Chicago, Illinois, 60646, 1973.
- Учебники:
  - Тёмкин Я. С., Лихачев А. Г., Преображенский Б. С. Учебник для ВУЗов : Болезни уха, носа и горла. 1-е издание,384 стр. Медгиз, М.1939 г. 7 изданий с 1940 по 1969гг.; переведен на венгерский (1952г.) и корейский (1955г.) языки.
  - Лихачев А.Г. Темкин Я.С. Болезни уха, горла и носа. Учебник для фельдшерских школ. 6-е издание,222стр. Медгиз, М..1950г.